# 乾龙镇
乾龙镇，原为乾龙乡，是中华人民共和国四川省资阳市安岳县下辖的一个乡镇级行政单位。2019年12月，撤销鱼龙乡和乾龙乡，设立乾龙镇，以原鱼龙乡和原乾龙乡所属行政区域为乾龙镇的行政区域。

## 行政区划
乾龙镇下辖以下地区：
龙堤村、回龙村、孟公村、棕堡村、福渠村、真南村、青湾村、文笔村、佛洞村、铁门村、大寺村、新立村、罐子河村和太星村。